# Microregione di Litoral Ocidental Maranhense
Litoral Ocidental Maranhense è una microregione dello Stato del Maranhão in Brasile, appartenente alla mesoregione di Norte Maranhense.

## Comuni
Comprende 13 comuni:
- Alcântara
- Apicum-Açu
- Bacuri
- Bacurituba
- Bequimão
- Cajapió
- Cedral
- Central do Maranhão
- Cururupu
- Guimarães
- Mirinzal
- Porto Rico do Maranhão
- Serrano do Maranhão